# Srikantabati
Srikantabati là một thị trấn thống kê (census town) của quận Murshidabad thuộc bang Tây Bengal, Ấn Độ.

## Nhân khẩu
Theo điều tra dân số năm 2001 của Ấn Độ, Srikantabati có dân số 9897 người. Phái nam chiếm 51% tổng số dân và phái nữ chiếm 49%. Srikantabati có tỷ lệ 54% biết đọc biết viết, thấp hơn tỷ lệ trung bình toàn quốc là 59,5%: tỷ lệ cho phái nam là 60%, và tỷ lệ cho phái nữ là 48%. Tại Srikantabati, 16% dân số nhỏ hơn 6 tuổi.